# 5 cm KwK 38 L/42
Il 5 cm KwK 38 L/42 (KwK stante per Kampfwagenkanone - letteralmente "cannone per veicolo da combattimento") è stato un cannone da carro armato tedesco da 50 mm, con canna di 42 calibri (L/42) di lunghezza, usato principalmente per armare le varianti intermedie del carro armato medio Panzer III. Fu usato durante la seconda guerra mondiale e non vennero mai progettate versioni si affusto ruotato di tale arma. Il cannone presentava il blocco dell'otturatore a scorrimento orizzontale semiautomatico.

## Munizioni
- Panzergranate (PzGr.) - Proiettile perforante
- Panzergranate 39 (PzGr. 39)  - Proiettile perforante con cappellotto tenero e cappuccio tagliavento: questa era solitamente la granata più diffusa, capace di penetrare 55 mm da 100 metri di distanza e 47 mm da 500 metri.[2]
- Panzergranate 40 (PzGr. 40) - Proiettile perforante decalibrato rigido

## Veicoli utilizzatori
- Panzer III dall'Ausf. E. all'Ausf. J. Svariati modelli precedenti furono riequipaggiati con quest'arma.[1]